# 'O tuono 'e marzo
'O tuono 'e marzo è una commedia scritta da Vincenzo Scarpetta nel 1912 e rappresentata per la prima volta al Teatro Quirino di Roma nello stesso anno.
Il titolo della commedia si spiega con il richiamo alla tradizione, non solo napoletana, che attesta come durante il mese di marzo, spesso di notte, si senta un fortissimo tuono che annuncerebbe il risveglio della natura dal letargo invernale e l'arrivo della primavera.

## Il ciclo scarpettiano di Eduardo De Filippo

### Prefazione
Eduardo De Filippo nel testo intitolato Eduardo De Filippo presenta Quattro commedie di Eduardo e Vincenzo Scarpetta (edizioni Einaudi, Collana Gli struzzi, Torino 1974), di cui ha curato la redazione, scrive di voler presentare la carriera di drammaturgo di Eduardo Scarpetta attraverso le sue commedie più significative delle quali Lu curaggio de nu pompiere napulitano rappresenta il momento dell'esordio, Li nepute de lu sinneco il periodo più maturo artisticamente che raggiungerà la punta più alta con Na santarella. Dopo il ritiro dalle scene di Eduardo Scarpetta la sua opera fu ben proseguita dal figlio Vincenzo che con la quarta commedia 'O tuono 'e marzo  ben s'inserisce nell'eredità scarpettiana.
Ciò che più ha caratterizzato l'arte di Eduardo Scarpetta e che si riflette in queste quattro opere, è stata, secondo Eduardo, la capacità di introdurre continui rinnovamenti non solo nella composizione delle sue commedie, ma in tutti gli aspetti dell'arte scenica: dalla recitazione, al trucco del volto, alle scene.
Con una breve introduzione a ciascuna delle commedie Eduardo poi si propone di dare alcune notizie sul mondo del teatro di allora.

### Introduzione alla commedia
È noto come Vincenzo Scarpetta iniziò la sua carriera teatrale quasi da bambino recitando la parte di Peppeniello in Miseria e nobiltà scritta appositamente dal padre Eduardo per il debutto del figlio. Entrato stabilmente nella Compagnia di Scarpetta, Vincenzo lavorò dal 1900 alla riduzione di commedie francesi dove lasciava le scene piccanti alla francese, contrariamente al padre che censurava le parti scollacciate non adatte, secondo lui, a spettatori in giovane età. Così mentre l'adulterio nelle commedie di Eduardo Scarpetta veniva sempre presentato come una finzione per mettere in difficoltà il coniuge, in quelle di Vincenzo era un fatto reale, descritto fedelmente secondo l'originale copione francese.
Anche la maschera di Sciosciammocca ebbe una diversa collocazione nelle commedie di Vincenzo: pur mantenendo l'aspetto esteriore del personaggio, questi aveva perso la sua precisa e fissa collocazione scenica per cui Sciosciammocca poteva ora comparire in diversi ruoli e situazioni.
Nella commedia 'O tuono 'e marzo compare quasi un erede di Pulcinella, un servo infingardo e malfido: Turillo, personaggio dalla forte connotazione comica.
La commedia, che si rifà all'originale Colpo di fulmine (Un coup de foudre) di Léon Xanrof, è stata da Eduardo De Filippo alleggerita e resa più moderna anche con il taglio di intere scene, lasciando immutato il linguaggio con l'eccezione di quello delle parti interpretate da Paolo Stoppa e Rina Morelli.

## La trama
Sofia, sorella di Don Saverio, confessa al fratello di essere stata vittima di un fatale avvenimento: quando accompagnò il fratello a Roma, mentre si riposava in albergo, durante la notte era scoppiato un pauroso temporale con accompagnamento di tuoni e fulmini. Impaurita era uscita dalla sua camera per trovare rifugio in quella del fratello, quando, venuta via la luce, per il buio era entrata per sbaglio nella camera di uno sconosciuto ed era svenuta per la paura di un fortissimo tuono. L'ignoto individuo aveva colto l'occasione e aveva profittato di lei. Da quell'agitato incontro è nato don Felice Sciosciammocca, figlio naturale e segreto di Sofia, ora fidanzato con Marietta, figlia di don Saverio.
Sofia aveva fatto di tutto per identificare l'uomo che proditoriamente l'aveva oltraggiata, incaricando persino un investigatore privato, il cavaliere Teodoro Morzetta, che però non aveva concluso nulla.
Turillo, un infingardo e infido personaggio che ha salvato Don Felice dall'investimento di un'auto e che questi per riconoscenza ha preso con sé come domestico, ha sentito di nascosto il racconto di Sofia e quando il suo padrone, esasperato dalle sue malefatte, si decide a cacciarlo via, dichiara allo stupefatto Don Felice di essere lui l'uomo di quella notte tempestosa e quindi di essere suo padre. Don Felice è comunque ancora ignaro dell'accaduto a Roma e di essere figlio di Donna Sofia.
Lo stesso Turillo però aveva promesso a Giulietta, anche lei figlia illegittima, fidanzata di Mimì, amico di Felice, di dichiararsi come suo padre per evitare che il tutore del suo innamorato, don Alfonso Trocoli, lo diseredasse se avesse sposato una giovane donna senza genitori legittimi.
Le cose si complicano ancora di più quando ritorna dall'America don Alfonso Trocoli che l'investigatore riconosce come il vero padre di Felice Sciosciammocca. Nella scena finale mentre scoppia un temporale con tuoni e fulmini, l'imbroglione Turillo viene smascherato e don Alfonso riconoscerà Felice come suo figlio e ne sposerà la madre.

## Adattamenti
Nel 1975 uscì una trasposizione televisiva di un libero adattamento di Eduardo De Filippo.
- Regia: Eduardo de Filippo
- Scenografia e costumi: Raimonda Gaetani
- Musica e adattamento: Nino Rota
- Fotografia: Davide Altschüler
- Aiuto regia: Laura Basile
- Direttore di produzione: Natalia De Stefano
- Produzione: RAI
- Luogo delle riprese: Centro di produzione RAI di Roma
- Modalità di trasmissione: Differita da studio
- Data di trasmissione: 14 febbraio 1975 (R2)
- Replica: 17 agosto 1992
- Registrazione videomagnetica
- Colore
- Durata: 130'

Attori della versione televisiva del 1975:
- Nannina: Lina Sastri
- Mimi Cardillo: Mario Scarpetta
- Giulietta Spina (Ninetta Cri Cri): Angelica Ippolito
- Turillo: Eduardo De Filippo
- Don Teodoro Morzetta: Gennarino Palumbo
- Saverio Borzillo: Paolo Stoppa
- Sofia, sua sorella: Rina Morelli
- Felice Sciosciammocca: Luca De Filippo
- Alfonso Trocoli: Franco Angrisano
- Ciccillo: Franco Folli
- Marietta: Patrizia D'Alessandro